# Guviogonus lobifer
Guviogonus lobifer är en mångfotingart som beskrevs av Demange och Jean-Paul Mauriès 1975. Guviogonus lobifer ingår i släktet Guviogonus och familjen Spirostreptidae. Inga underarter finns listade i Catalogue of Life.